# Долгий путь (фильм, 2024)
«Долгий путь» (англ. Distant или Long Distance) — американский научно-фантастический фильм 2024 года. Главные роли в нём сыграли Энтони Рамос, Наоми Скотт, Закари Куинто, Кристофер Хивью.

## Сюжет
Действие картины происходит в будущем. Звездолёт землян разбивается на отдалённой планете, и теперь задача космического шахтёра Энди — спасти свою коллегу Наоми, застрявшую в спасательной капсуле.

## В ролях
- Энтони Рамос — Энди Рамирес
- Наоми Скотт — Наоми
- Закари Куинто — ИИ Леонард (голос)
- Кристофер Хивью — Дуэйн

## Создание и релиз

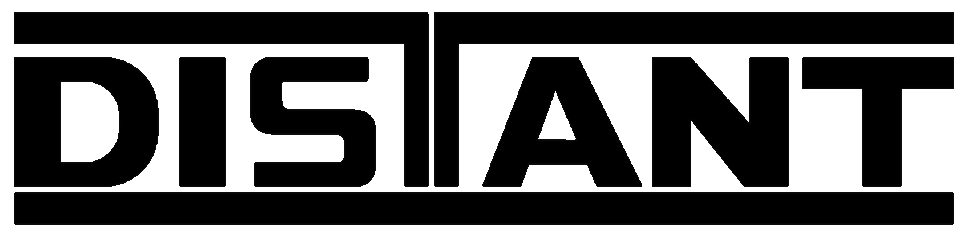
Логотип фильма, который распространялся во время его производства.

Проект был анонсирован 21 февраля 2019 года. Режиссёрами стали Уилл Спек и Джош Гордон, главные роли получили Энтони Рамос, Наоми Скотт, Закари Куинто, Кристофер Хивью. Премьера была намечена на 16 сентября 2022 года, позже её перенесли на 27 января 2023 года.
Премьера фильма прошла во Вьетнаме: он был выпущен в прокат компанией CJ Entertainment 12 июля 2024. 3 июля 2025 года начался цифровой релиз в стриминговом сервисе Hulu.